# JQuery
A jQuery népszerű JavaScript könyvtár, mely a HTML kód és a kliensoldali JavaScript közötti kapcsolatot hangsúlyozza. 2006 januárjában jelentette meg a Mozilla Alapítvány népszerű JavaScript evangelistája, John Resig. A függvénykönyvtár MIT és GNU kettős licenc alatt jelent meg. A jQuery ingyenes, nyílt forrású szoftver.
Számos ismert IT cég is alkalmazza a jQuery-t saját projektjeiben, például a Microsoft erre építette a Visual Studióban is elérhető ASP.NET AJAX platformját.
A jQuery célja, hogy segítsen minél inkább leválasztani a JavaScript kódot a HTML-ről, és kényelmes kommunikációt biztosítson a weblap elemeivel – eseményvezérlők és azonosítók (ún. CSS szelektorok) használatával.

## Jellemzők
- Sizzle JavaScript–CSS szelektor, a jQuery projekt egyik „spin-off”-ja[5]
- Eseménykezelés
- CSS manipuláció
- Effektek és animációk kezelése
- AJAX támogatás
- JavaScript Pluginek

## Eddigi kiadások
| Verziószám | Kiadás dátuma        | Legutóbbi frissítés             | Méret (kB) | Megjegyzések |
| ---------- | -------------------- | ------------------------------- | ---------- | --- |
| 1.0        | 2006. augusztus 26.  | 1.0.4 (2006. december 12.)      |            | Első stabil kiadás |
| 1.1        | 2007. január 14.     | 1.1.4 (2007. augusztus 24.)     |            | |
| 1.2        | 2007. szeptember 10. | 1.2.6 (2008. május 24.)         | 54         | |
| 1.3        | 2009. január 14.     | 1.3.2 (2009. február 20.)       | 55.9       | A Sizzle Selector Motor beépítése |
| 1.4        | 2010. január 14.     | 1.4.4 (2010. november 11.)      | 76         | |
| 1.5        | 2011. január 31.     | 1.5.2 (2011. március 31.)       | 83         | Elhalasztott callback menedzsment, ajax modul újraírás |
| 1.6        | 2011. május 3.       | 1.6.4 (2011. szeptember 12.)    | 89         | Jelentős teljesítmény növelés az attr() és val() függvényekben |
| 1.7        | 2011. november 3.    | 1.7.2 (2012. március 21.)       | 92         | Új API események: .on() és .off(), míg a régi APIk továbbra is támogatottak.                                                                                             |
| 1.8        | 2012. augusztus 9.   | 1.8.3 (2012. november 13.)      | 91.4       | Sizzle Selector Motor újraírása, javított animációk és flexibilisebb $(html, props).                                                                                     |
| 1.9        | 2013. január 15.     | 1.9.1 (2013. február 4.)        | 90         | Elavult interfészek eltávolítása és kód tisztítás |
| 1.10       | 2013. május 24.      | 1.10.2 (2013. július 3.)        | 91         | Hibajavítások, amit az 1.9 és a 2.0 béta verziójában jeleztek. |
| 1.11       | 2014. január 24.     | 1.11.3 (2015. április 28.)      | 95.9       | |
| 1.12       | 2016. január 8.      | 1.12.4 (2016. május 20.)        | 95         | |
| 2.0        | 2013. április 18.    | 2.0.3 (2013. július 3.)         | 81.1       | Internet Explorer 6–8 támogatás megszűnt a teljesítmény növelése és a fájlméret csökkentése érdekében                                                                    |
| 2.1        | 2014. január 24.     | 2.1.4 (2015. április 28.)       | 82.4       | |
| 2.2        | 2016. január 8.      | 2.2.4 (2016. május 20.)         | 85.6       | |
| 3.0        | 2016. június 9.      | 3.0.0 (2016. június 9.)         | 86.3       | Promises/A+ támogatás elhalasztása, $.ajax és $.when, .data() HTML5 kompatibilis                                                                                         |
| 3.1        | 2016. július 7.      | 3.1.1 (2016. szeptember 23.)    | 86.3       | jQuery.readyException hozzáadva |
| 3.2        | 2017. március 16.    | 3.2.1 (2017. március 20.)       | 84.6       | Támogatás hozzáadása <template> elemek tartalmának lekéréséhez |
| 3.3        | 2018. január 19.     | 3.3.1 (2018. január 20.)        | 84.8       | Tömbként is átadható CSS osztálynevek |
| 3.4        | 2019. április 10.    | 3.4.1 (2019. május 1.)          | 86.1       | Méretek hatékonyabb lekérdezése |
| 3.5        | 2020. április 10.    | 3.5.1 (2020. május 4.)          | 87.4       | Biztonsági javítások, .even() & .odd() metódusok, jQuery.trim elavult |
| 3.6        | 2021. március 2.     | 3.6.3 (2022. december 20.)      | 88.3       | Hibajavítások |
| 3.7        | 2023. május 11.      | 3.7.1 (2023. augusztus 28.)     | 85.4       | .uniqueSort() metódus, teljesítmény növelése, .outerWidth(true) & .outerHeight(true) negatív margók kezelése, fókusz javítások                                           |
| 4.0        | 2024. február 6.     | 4.0.0-beta.2 (2024. július 17.) | 78.8       | IE11 támogatás megszűnt, elavult API-k eltávolítva, tömb metódusok eltávolítva, fókusz események sorrendje megváltozott, FormData támogatása, ES modulokra való migráció |